# Transversalität
In der Differentialtopologie bezeichnet Transversalität einen Begriff, der die gegenseitige Lage zweier Untermannigfaltigkeiten beschreibt. Transversalität beschreibt in gewissem Sinne das Gegenteil von Tangentialität und stellt den „Normalfall“ (siehe Stabilität und Transversalitätssatz) dar.

## Definition
Seien {\displaystyle X} und {\displaystyle Y} differenzierbare Mannigfaltigkeiten, mit {\displaystyle T_{x}Y} wird der Tangentialraum am Punkt {\displaystyle x\in Y} und mit {\displaystyle d} das totale Differential bezeichnet.
- Sei weiterhin {\displaystyle f\colon X\rightarrow Y} eine differenzierbare Abbildung und {\displaystyle Z\subseteq Y} eine Untermannigfaltigkeit. Die Abbildung {\displaystyle f} heißt transversal zu {\displaystyle Z}, falls gilt:

{\displaystyle T_{f(x)}Y=T_{f(x)}Z+d_{x}f(T_{x}X)\quad \forall \,x\in f^{-1}(Z)}
- Seien {\displaystyle W,Z\subseteq Y} Untermannigfaltigkeiten. Die Untermannigfaltigkeit {\displaystyle W} heißt transversal zu {\displaystyle Z}, falls gilt:

{\displaystyle T_{x}Y=T_{x}Z+T_{x}W\quad \forall \,x\in W\cap Z}.
Dies ist äquivalent dazu, dass die natürliche Inklusionsabbildung {\displaystyle i\colon W\hookrightarrow Y} transversal ist zu {\displaystyle Z}.

## Bemerkungen
- Die Summe der Vektorräume ist im Allgemeinen keine direkte Summe.
- Transversalität von Untermannigfaltigkeiten ist eine symmetrische Relation: {\displaystyle X{\mbox{ transversal zu }}Z\Longleftrightarrow Z{\mbox{ transversal zu }}X}, man sagt deshalb auch „{\displaystyle X} und {\displaystyle Z} schneiden sich transversal“.
- Zwei disjunkte Untermannigfaltigkeiten schneiden sich immer transversal.

## Beispiele
- {\displaystyle f\colon \mathbb {R} \rightarrow \mathbb {R} ^{2},\;t\mapsto (t,t^{2}+\varepsilon )} ist transversal zu {\displaystyle \mathbb {R} \times \left\{0\right\}\subset \mathbb {R} ^{2}} genau dann, wenn {\displaystyle \varepsilon \neq 0}:
  - {\displaystyle \varepsilon =0}: Im einzigen Schnittpunkt {\displaystyle (0,0)} stimmen die Tangentialräume überein, ihre Summe ergibt nicht den ganzen Tangentialraum von {\displaystyle \mathbb {R} ^{2}}.
  - {\displaystyle \varepsilon >0}: Kein Schnittpunkt, also transversal.
  - {\displaystyle \varepsilon <0}: In den (beiden) Schnittpunkten ergibt die Summe der Tangentialräume der Untermannigfaltigkeiten den ganzen Tangentialraum.
- Zwei Geraden in {\displaystyle \mathbb {R} ^{2}} schneiden sich genau dann transversal, wenn sie nicht identisch sind.
- Zwei Geraden in {\displaystyle \mathbb {R} ^{3}} schneiden sich genau dann transversal, wenn sie sich nicht schneiden.
- {\displaystyle \mathbb {R} ^{k}\times \left\{0\right\}} und {\displaystyle \left\{0\right\}\times \mathbb {R} ^{l}} in {\displaystyle \mathbb {R} ^{n}} schneiden sich genau dann transversal, wenn {\displaystyle k+l\geq n}.

## Motivation
Die ursprüngliche Motivation für die Definition der Transversalität liegt in der Frage, wann das Urbild einer Untermannigfaltigkeit {\displaystyle Z\subseteq Y} unter einer differenzierbaren Abbildungen {\displaystyle f\colon X\rightarrow Y} wieder eine Untermannigfaltigkeit (von {\displaystyle X}) ist. Dies ist der Fall, wenn {\displaystyle f} transversal ist zu {\displaystyle Z}.
Um dies zu zeigen, schreibt man {\displaystyle Z} lokal als Niveaumenge einer differenzierbaren Abbildung {\displaystyle g\colon V\rightarrow \mathbb {R} ^{l},\;V\subseteq Y{\mbox{ offen}}}, also {\displaystyle Z\cap V=g^{-1}(0)}.
Die zu erfüllende Bedingung lautet nun: {\displaystyle 0} ist regulärer Wert von {\displaystyle g\circ f\colon X\rightarrow \mathbb {R} ^{l}}, das heißt, die Tangentialabbildung {\displaystyle d_{x}(g\circ f)\colon T_{x}X\rightarrow \mathbb {R} ^{l}} ist surjektiv für alle {\displaystyle x\in (g\circ f)^{-1}(0)}. Durch elementare Umformungen zeigt man, dass diese Bedingung äquivalent ist zu
{\displaystyle T_{f(x)}Y=T_{f(x)}Z+d_{x}f(T_{x}X)\quad \forall \,x\in f^{-1}(Z)}, was der Definition der Transversalität entspricht.
Die Umkehrung obiger Aussage trifft nicht zu. Dies sieht man wie folgt: Sei {\displaystyle Y=S^{2}}, {\displaystyle X=S^{1}} und seien {\displaystyle f_{i}\colon X\to Y} Einbettungen der {\displaystyle S^{1}} in Form geschlossener Kurven, die sich an einer Stelle tangential treffen (figure-eight). Fasse {\displaystyle \operatorname {Im} f_{1}=:Z} als eingebettete Untermannigfaltigkeit auf. Dann ist {\displaystyle f_{2}^{-1}(Z)=f_{2}^{-1}(\{*\})=\{*\}}, da {\displaystyle f_{2}} Einbettung.

## Stabilität
Eine Eigenschaft einer differenzierbarer Abbildungen {\displaystyle X\rightarrow Y} heißt stabil, wenn für
jede differenzierbare Homotopie {\displaystyle F\colon X\times [0,1]\rightarrow Y} gilt: Hat {\displaystyle x\mapsto F(x,0)}
diese Eigenschaft, dann existiert ein {\displaystyle \varepsilon >0} derart, dass {\displaystyle x\mapsto F(x,t)}
diese Eigenschaft für alle {\displaystyle t\in [0,\varepsilon )} auch besitzt.
Der Stabilitätssatz besagt, dass für differenzierbare Abbildungen {\displaystyle X\rightarrow Y} die Transversalität zu einer abgeschlossenen Untermannigfaltigkeit {\displaystyle Z\subseteq Y} eine stabile Eigenschaft ist, falls {\displaystyle X} kompakt ist.

## Weitere Sätze
Weitere wichtige Sätze in diesem Kontext sind der Transversalitätssatz und der Homotopietransversalitätssatz. Sie besagen im Wesentlichen, dass zu jeder differenzierbaren Abbildungen eine homotope Abbildung existiert, welche zu einer vorgegebenen Untermannigfaltigkeit transversal ist und dass transversale Homotopien aus Familien von Abbildungen bestehen, welche für fast alle Parameterwerte transversal sind. Diese Sätze ermöglichen die allgemeine Definition von Schnittzahlen mit Hilfe von Homotopie, da sich diese nur für transversale Schnitte direkt definieren lassen.

## Generizität
Eine Eigenschaft von Funktionen heißt generisch, wenn die Menge der Funktionen mit dieser Eigenschaft offen und dicht im Raum aller Funktionen ist.
Transversalität (zu einer gegebenen Untermannigfaltigkeit {\displaystyle Z\subset Y}) ist eine generische Eigenschaft differenzierbarer Abbildungen {\displaystyle X\rightarrow Y}: Aus der Stabilität folgt die Offenheit und aus dem Transversalitätssatz die Dichtheit der transversalen Abbildungen im Raum aller differenzierbaren Abbildungen.

## Philosophie
In der Philosophie wird der Begriff der Transversalität von Wolfgang Welsch aufgegriffen.